# Світлодарська вулиця
Світлодарська ву́лиця — вулиця в Солом'янському районі міста Києва, місцевість Відрадний. Пролягає від Волноваської до Козелецької вулиці.
Прилучається провулок Юрія Матущака.

## Історія
Вулиця виникла в 50-х роках XX століття під назвою Нова. У 1957 — 2022 роках — Світлогорська, на честь міста Свєтлогорськ.
2022 року перейменовано на честь міста Світлодарськ.

## Зображення

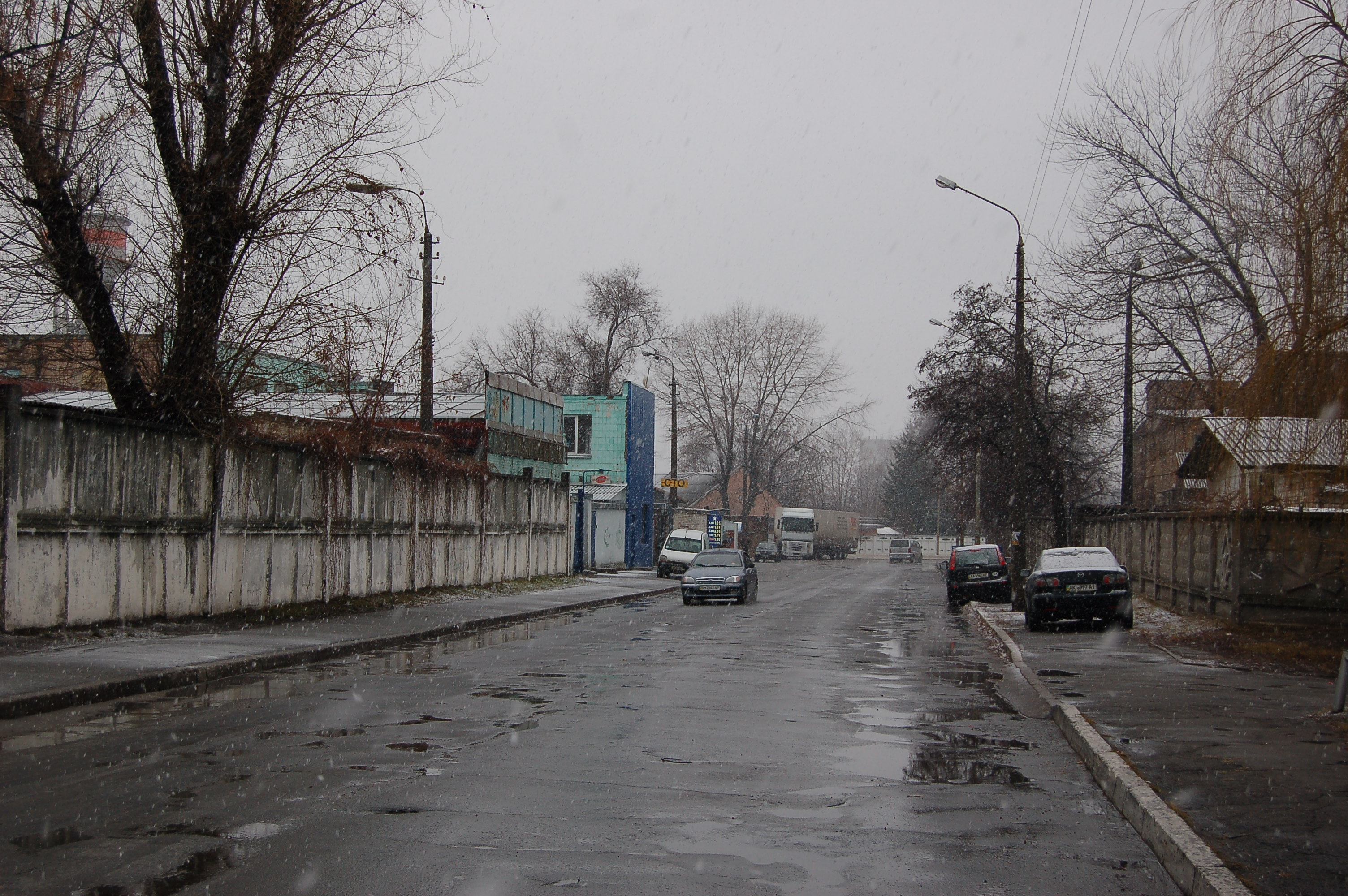
Поблизу Волноваською вулиці
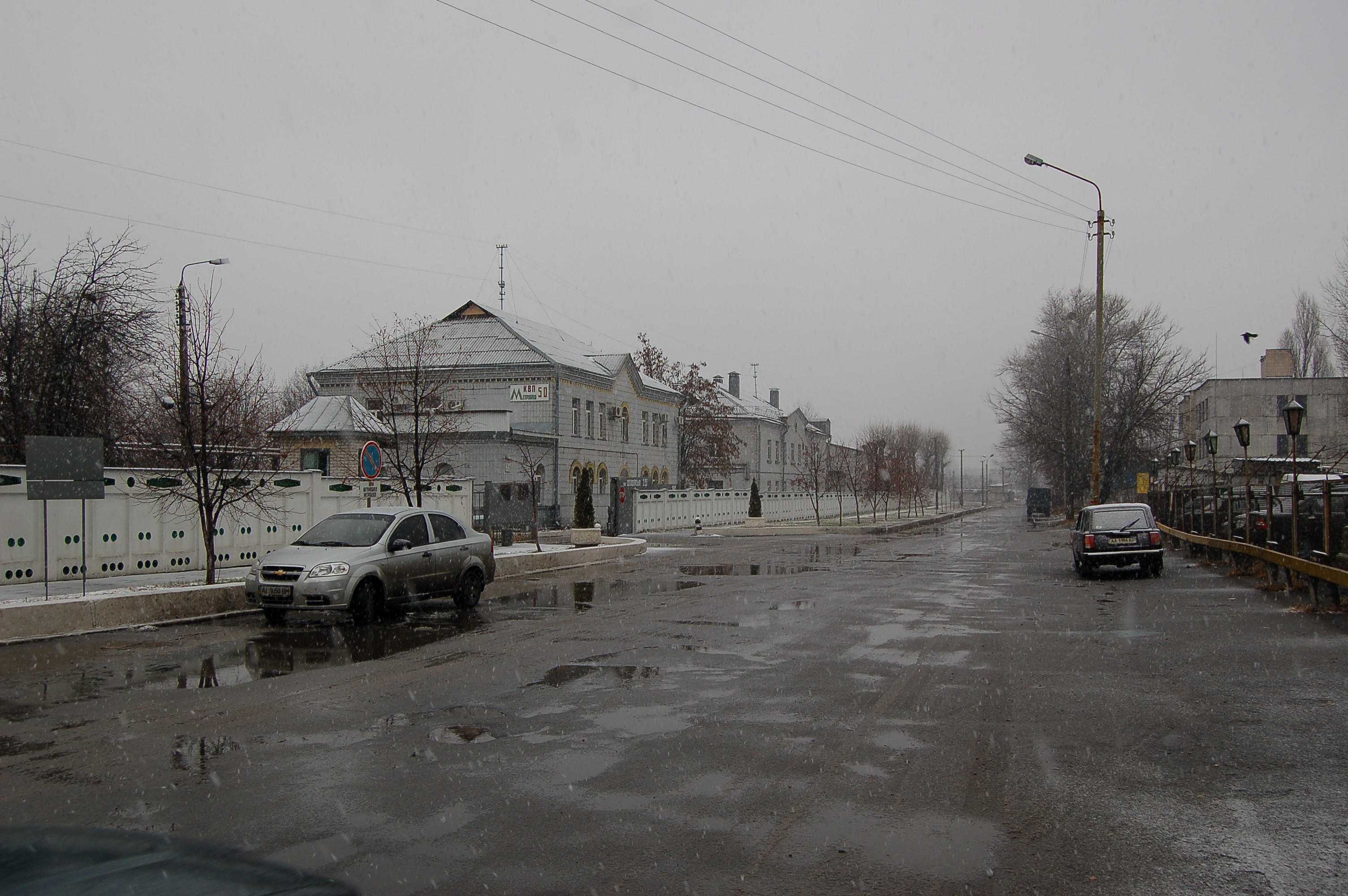
Комбінат виробничих підприємств Київметробуду
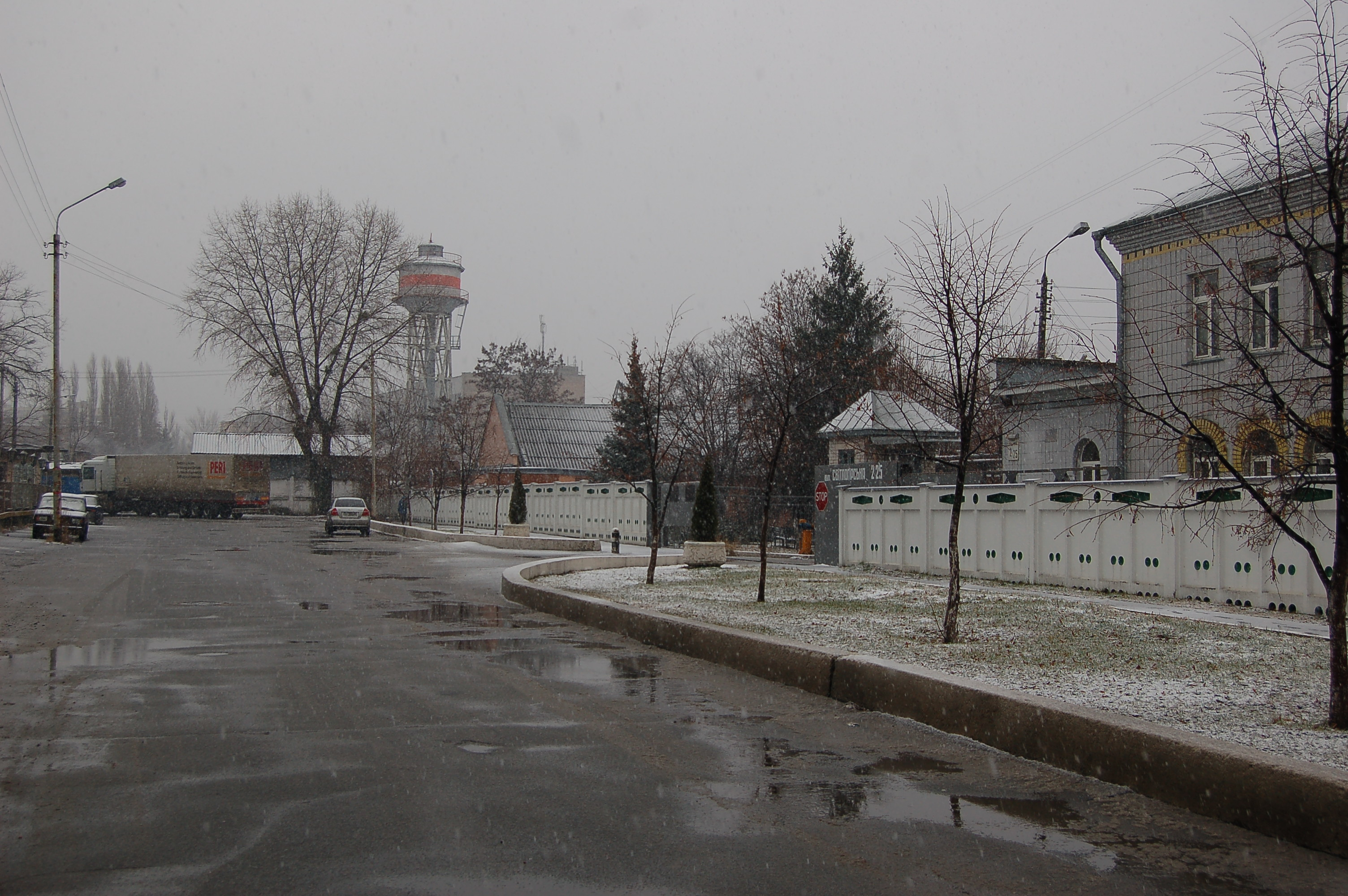
Комбінат виробничих підприємств Київметробуду
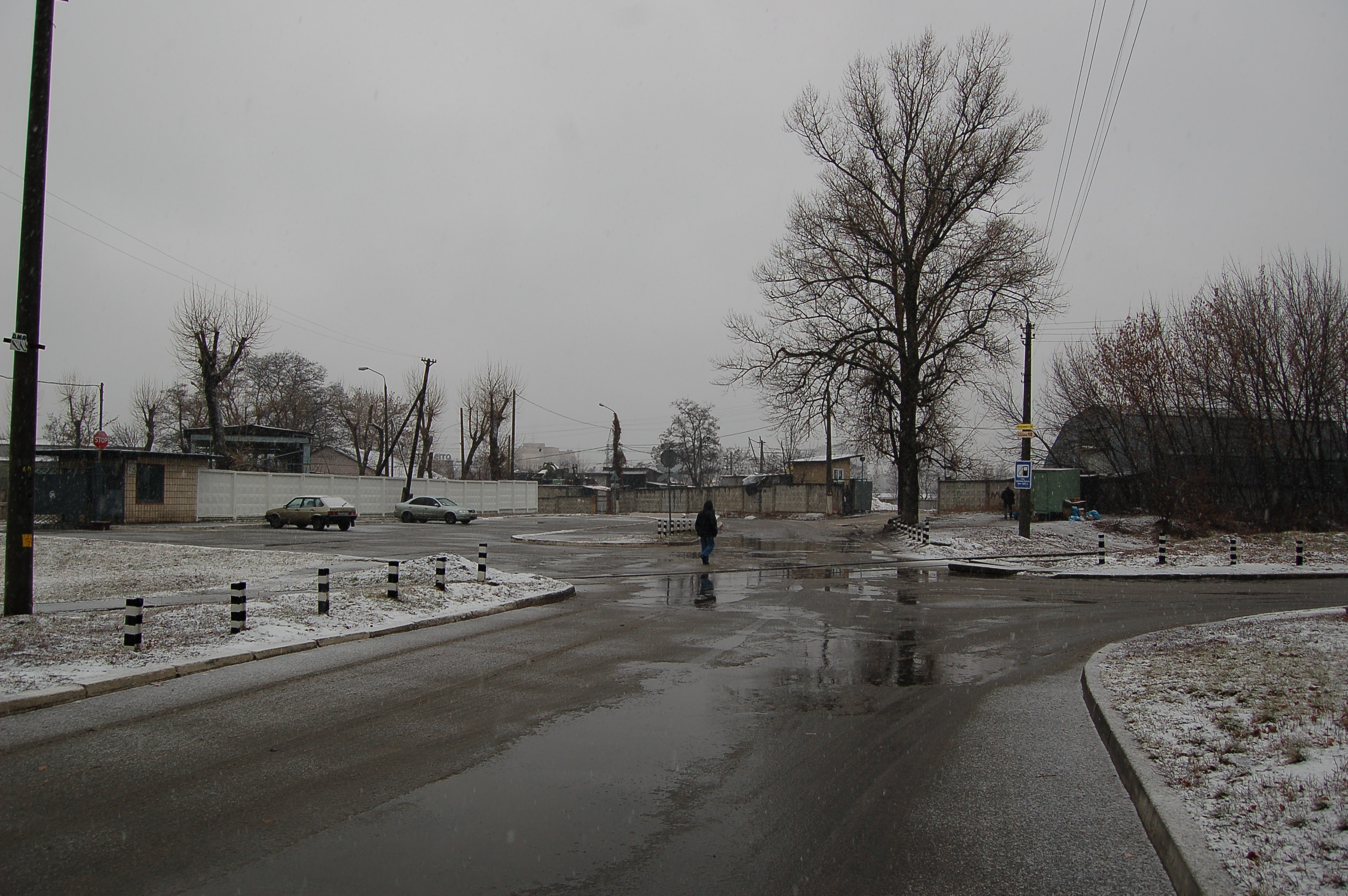
Перехрестя Світлодарської і Козелецької вулиць та провулку Юрія Матущака
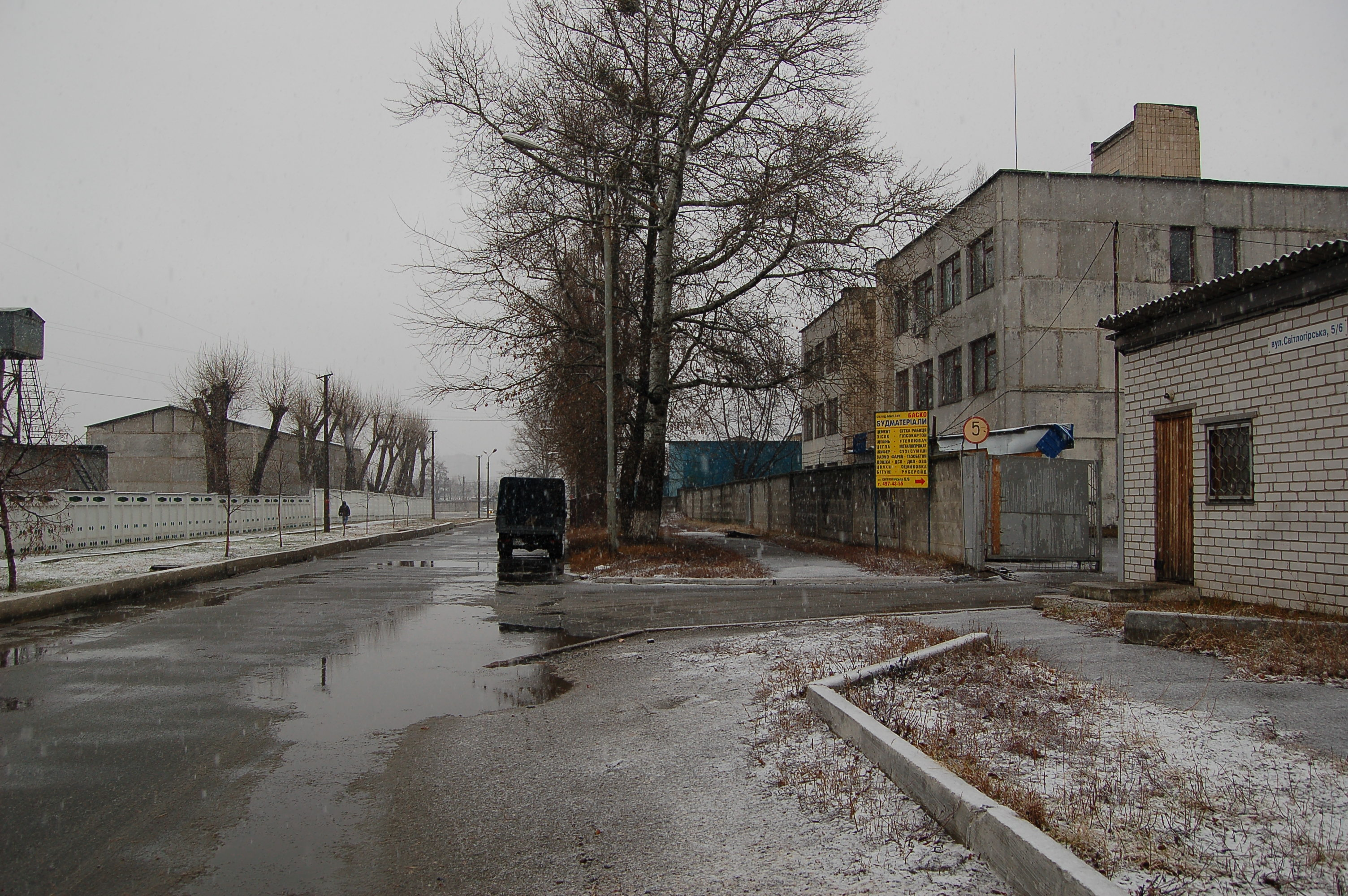
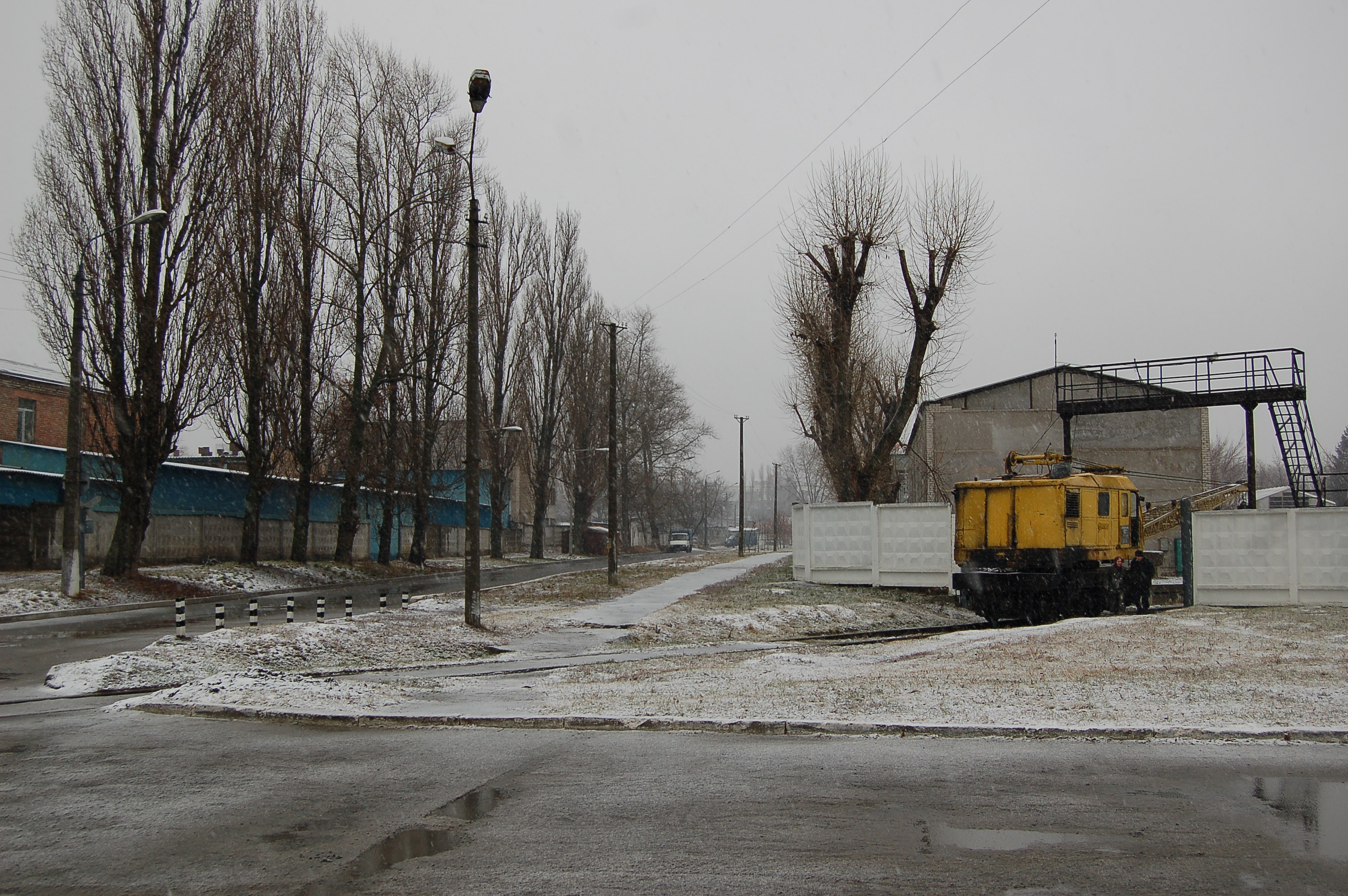